# مثبطات سيكلوأكسجيناز-2
مثبطات سيكلوأكسجيناز-2  أو مثبطات كوكس-2 أو كوكسيبس (بالإنجليزية: Cyclooxygenase-2 inhibitors)‏ «اختصارًا:COX-2 inhibitors أو Coxibs» هي مجموعة ضمن مضادات الالتهاب اللاستيرويدية تستهدف الإنزيم سيكلوأكسجيناز-2 انتقائيًا. هذا الإنزيم مسؤول عن الألم والالتهاب. استهداف سيكلوأكسجيناز-2 يقلل مخاطر القرحة الهضمية.
بعد توفر عدّة أدوية من مثبطات كوكس-2، مثال سيليكوكسيب وروفيكوكسيب، وردت تقارير حول تسببها بزيادة حالات النوبات القلبية والسكتات. سحب روفيكوكسيب من الأسواق عام 2004. وبسبب هذه المشاكل تم وضع عبارات تحذير على ملصقات علب سيليكوكسيب وغيرها من مضادات الالتهاب اللاستيرويدية.
تستخدم بعض مثبطات كوكس-2 في علاج الألم بعد العمليات الجراحية. أما إيتوريكوكسيب نافعا للألم كغيره من مضادات الالتهاب اللاستيرويدية إذا لم يكن أفضل. أما سيليكوكسيب فهو مفيد بدرجة مقاربة لإيبوبروفين.

## أمثلة على مثبطات كوكس-2
| سيليكوكسيب  | إيتوريكوكسيب  | لاميراكوكسيب   | باريكوكسيب    |
| ----------- | ------------- | -------------- | ------------- |
|             |               |                |               |
| بولماكوكسيب | روفيكوكسيب(2) | فالديكوكسيب(2) | ميلوكسيكام(1) |
|             |               |                |               |

- الملاحظات:

1. ميلوكسيكام مثبطات كوكس-1 وكوكس-2 لكنه أكثر انتقائية للإنزيم كوكس-2
2. مسحوبة من الأسواق

### أمثلة على مثبطات كوكس-2 ذات الاستخدام البيطري
| سيميكوكسيب | ديراكوكسيب | فيروكوكسيب | مافاكوكسيب | روبيناكوكسيب |
| ---------- | ---------- | ---------- | ---------- | ------------ |
|            |            |            |            |              |

### أدوية لم تستخدم
من مثبطات كوكس-2 في طور البحث أو أن أبحاثها توقفت:
| أبريكوكسيب  | أنيترازافين | فلوميزول  |
| ----------- | ----------- | --------- |
|             |             |           |
| تيلماكوكسيب | روتاكاربين  | أن أس-398 |
|             |             |           |

### أدوية ذات استخدامات أخرى
| باميكوغريل(1) |
| ------------- |
|               |

- ملاحظة:

1. أجريت عليه دراسات لفعاليته مضادا لتجمع الصفيحات